# Arthur Lopes
Arthur Lopes es un deportista brasileño que compitió en vela en la clase Star. Ganó una medalla de bronce en el Campeonato Mundial de Star de 2018 y una medalla de oro en el Campeonato Europeo de Star de 2017.

## Palmarés internacional
| Campeonato Mundial | Campeonato Mundial      | Campeonato Mundial | Campeonato Mundial |
| Año                | Lugar                   | Medalla            | Clase              |
| ------------------ | ----------------------- | ------------------ | ------------------ |
| 2018               | Oxford (Estados Unidos) | Medalla de bronce  | Star               |
| Campeonato Europeo |                         |                    |                    |
| Año                | Lugar                   | Medalla            | Clase              |
| 2017               | San Remo (Italia)       | Medalla de oro     | Star               |

1. ↑  En algunas ediciones del Campeonato Europeo se permitió la participación de regatistas de otros continentes.